# Griesbach-au-Val
Griesbach-au-Val é uma comuna francesa na região administrativa de Grande Leste, no departamento Alto Reno. Estende-se por uma área de 4,73 km². Em 2010 a comuna tinha 717 habitantes (densidade: 151,6 hab./km²).